# Czersk Świecki
Czersk Świecki is een plaats in het Poolse district  Świecki, woiwodschap Koejavië-Pommeren. De plaats maakt deel uit van de gemeente Jeżewo en telt 433 inwoners.